# Echinopsis scopulicola
Echinopsis scopulicola là một loài thực vật có hoa trong họ Cactaceae. Loài này được (F.Ritter) Mottram mô tả khoa học đầu tiên năm 1997.

## Hình ảnh

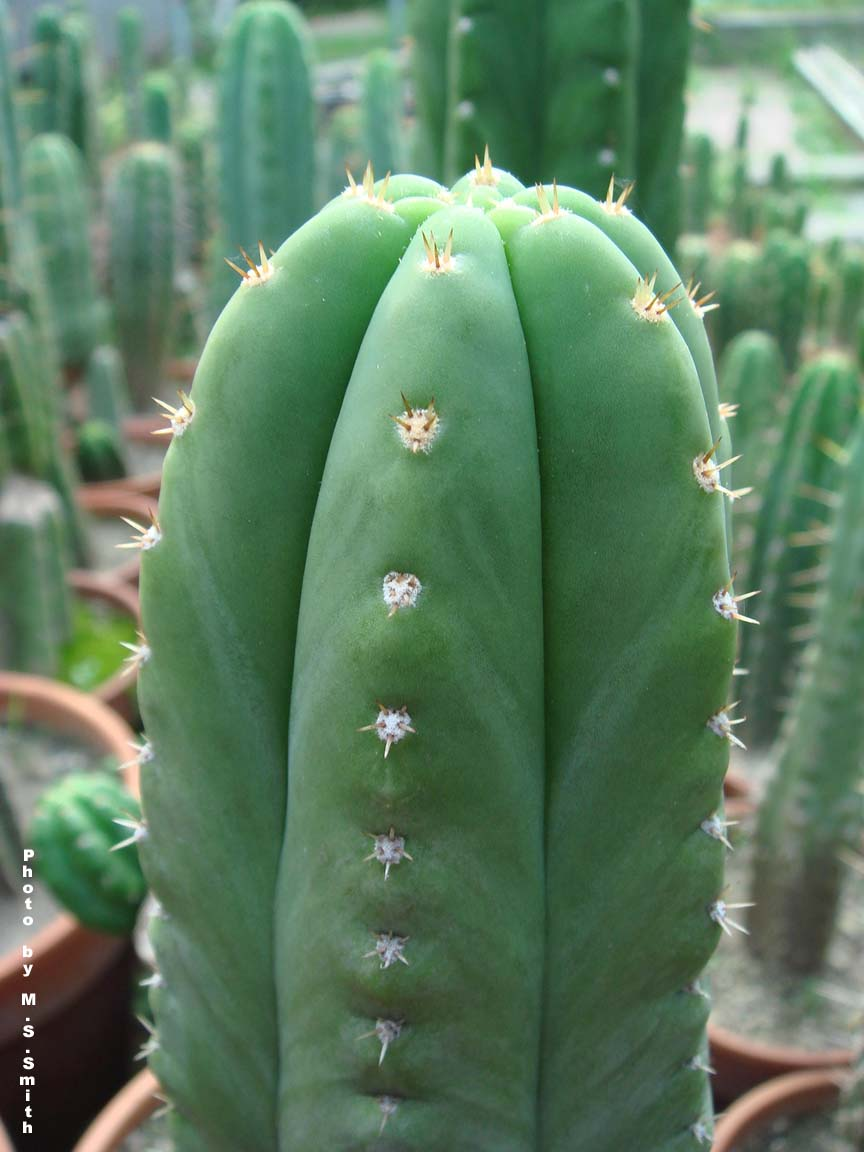
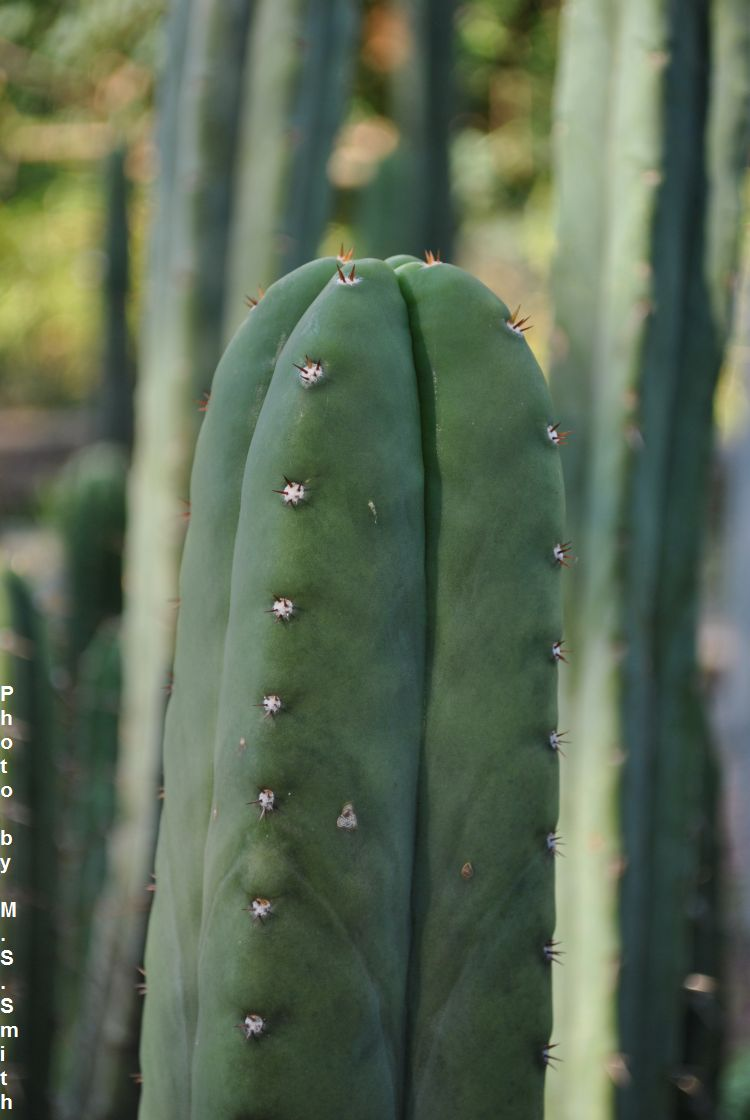
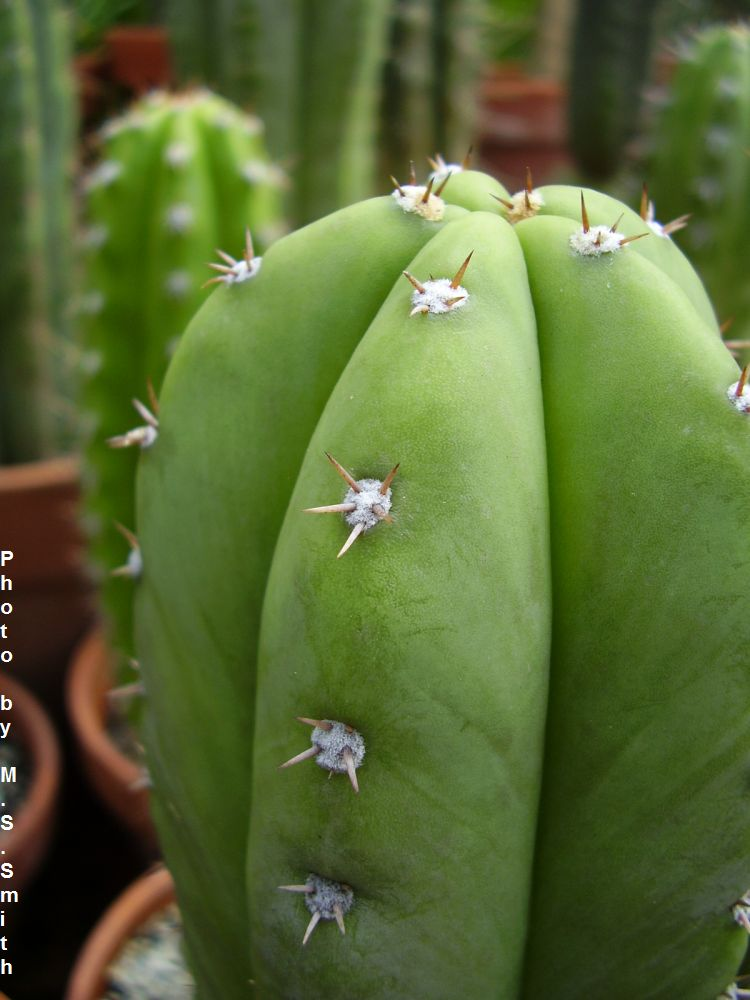
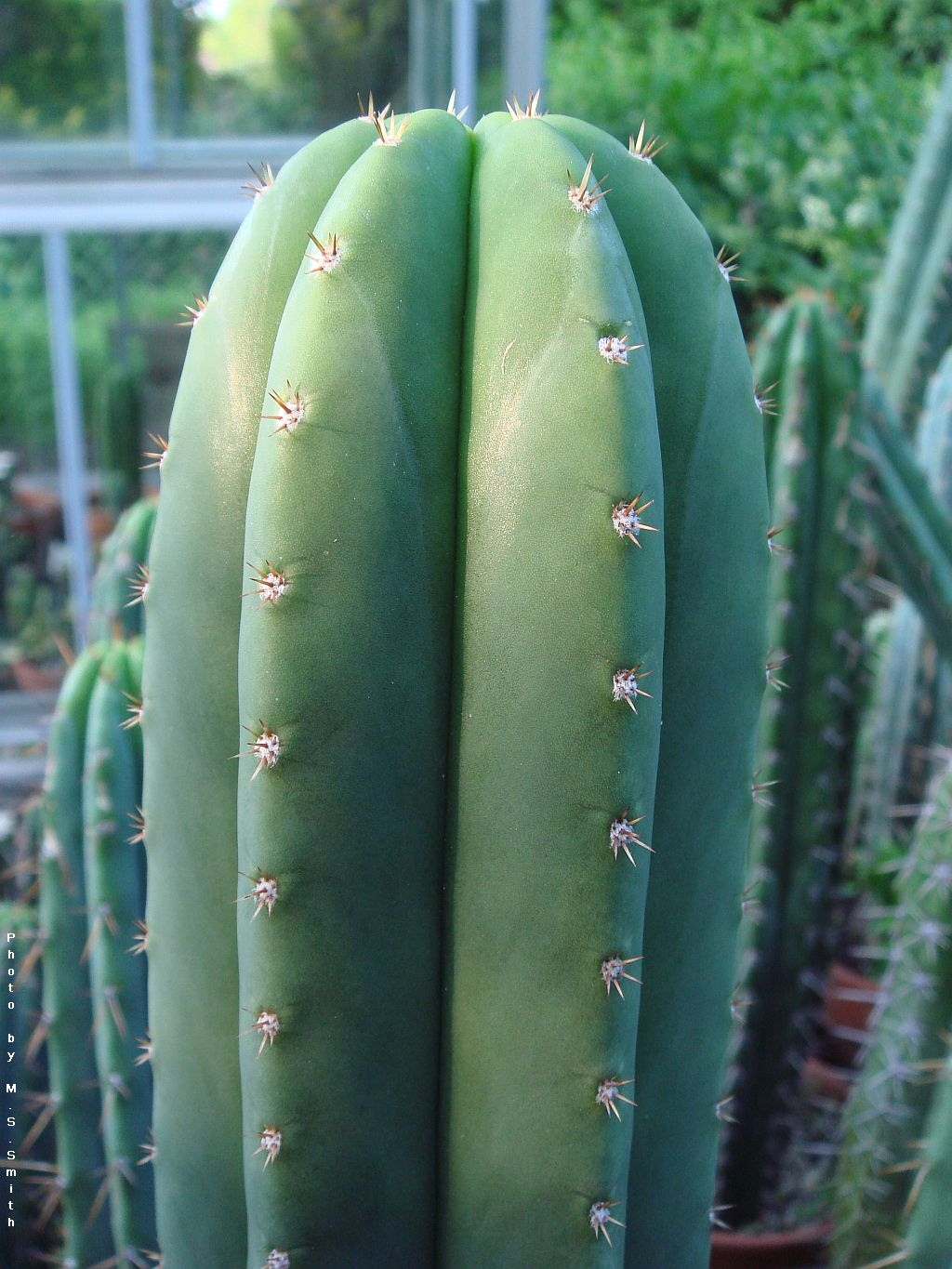